# Nobody Can Change Me
Nobody Can Change Me – singiel amerykańskiej piosenkarki Nicole Scherzinger, mający promować jej oficjalną płytę  Killer Love wydaną w 2011 roku. Piosenka swoją premierę miała w programie radiowym On air with Ryan Seacrest 24 maja 2010 r. Według doniesień jednej ze stron internetowych singel miał zostać umieszczony 25 maja na iTunes, ale jak się później okazało, utwór ten nie został w ogóle wydany. W rzeczywistości piosenka ma nosić miano "buzz single" - czyli singiel promocyjny, mający na celu przygotowanie słuchaczy przed wydaniem oficjalnego singla lub albumu oraz przypomnienie o artyście.
Nicole o singlu powiedziała: "To jest inspirująca, podnosząca na duchu piosenka".